# Anne Reeve Aldrich
Anne Reeve Aldrich (Nueva York, Estados Unidos, 25 de abril de 1866-Nueva York, 28 de junio de 1892) fue una escritora y poetisa estadounidense.

## Biografía
Descendiente de tories que habían perdido sus tierras a manos del Gobierno estadounidense por su alianza con la corona, nació en Nueva York en 1866. Mostró, desde niña, gusto por la composición y dedicaba varias horas a escribir historias. Tras el fallecimiento de su padre, acaecido cuando ella tenía 8 años, su madre la llevó al campo. En un principio, ella misma se encargó de su educación, que delegó después a tutores competentes.
Aldrich destacó en composición y retórica —en su tiempo libre, traducía textos desde el francés y el latín—, mientras que las matemáticas no se le daban tan bien. Cuando tenía 15 años, un amigo le sugirió que enviara un poema a la Scribner's Maganize. Aunque no se lo publicaron, el editor le envió una nota en la que la alababa y la animaba a seguir. Así pues, Aldrich escribió mucho y de manera constante. Sin embargo, destruía su trabajo cada mes, por lo que pocos de sus primeros versos sobrevivieron al paso del tiempo.
Era, asimismo, una lectora voraz, con especial gusto por los poetas y dramaturgos medievales ingleses. Con 17 años consiguió publicar su primer poema, en Lippincott's Magazine, al que siguieron otros en Century y otras publicaciones.

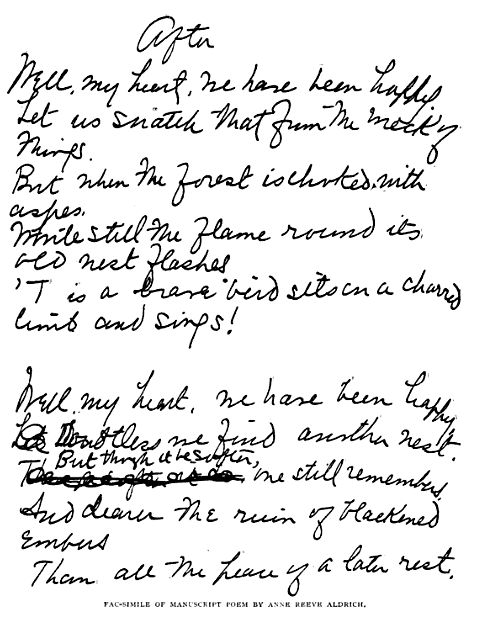
Esbozo de uno de sus poemas.

La vida en el campo no era de su agrado, por lo que, en 1885, se trasladó con su madre de vuelta a Nueva York. Cuatro años después, en 1889, publicó su primer libro, un volumen recopilatorio de sus poemas titulado The Rose of Flame and Other Poems of Love. Al año siguiente publicó también una novela, The Feet of Love.
Falleció en su ciudad natal en 1882, a los 26 años de edad.

## Obras
- The Rose of Flame: And Other Poems of Love (Nueva York: G.P. Putnam's Sons, 1889)
- The Feet of Love (Nueva York: Worthington Co, 1890)
- Songs About Life, Love and Death (Nueva York: C. Scribner's Sons, 1892)
- Nadine and Other Poems (Nueva York, 1893)
- Gabriel Lusk (Nueva York: C.T. Dillingham, 1894)
- A Village Ophelia (Nueva York: G.W. Dillingham, 1899)

## Atribución
- Este artículo contiene texto traducido desde una publicación que se encuentra ahora en dominio público: Willard, Frances Elizabeth; Livermore, Mary Ashton Rice (1897). American Women: Fifteen Hundred Biographies with Over 1,400 Portraits : a Comprehensive Encyclopedia of the Lives and Achievements of American Women During the Nineteenth Century. Mast, Crowell & Kirkpatrick.

- Datos: Q15930672
- Multimedia: Anne Aldrich / Q15930672